# 神奈川縣第10區
神奈川縣第10區是日本眾議院的選區，始於1994年。

## 小選舉区選出議員
| 選舉名                 | 年     | 当選者   | 党派       | 選區範圍                   |
| ---------------------- | ------ | -------- | ---------- | -------------------------- |
| 第41屆眾議院議員總選舉 | 1996年 | 永井英慈 | 新進党     | 川崎市川崎区、幸区、中原区 |
| 第42屆眾議院議員總選舉 | 2000年 | 田中和德 | 自由民主党 | 川崎市川崎区、幸区、中原区 |
| 第43屆眾議院議員總選舉 | 2003年 | 田中和德 | 自由民主党 | 川崎市川崎区、幸区、中原区 |
| 第44屆眾議院議員總選舉 | 2005年 | 田中和德 | 自由民主党 | 川崎市川崎区、幸区、中原区 |
| 第45屆眾議院議員總選舉 | 2009年 | 城島光力 | 民主党     | 川崎市川崎区、幸区、中原区 |
| 第46屆眾議院議員總選舉 | 2012年 | 田中和德 | 自由民主党 | 川崎市川崎区、幸区、中原区 |
| 第47屆眾議院議員總選舉 | 2014年 | 田中和德 | 自由民主党 | 川崎市川崎区、幸区、中原区 |
| 第48屆眾議院議員總選舉 | 2017年 | 田中和德 | 自由民主党 | 川崎市川崎区、幸区、中原区 |
| 第49屆眾議院議員總選舉 | 2021年 | 田中和德 | 自由民主党 | 川崎市川崎区、幸区、中原区 |
| 第50屆眾議院議員總選舉 | 2024年 | 田中和德 | 自由民主党 | 川崎市川崎区、幸区         |